# 中核vs革マル
『中核vs革マル』（ちゅうかくvsかくまる）は、立花隆の著作。日本の新左翼党派である中核派と革マル派の党派闘争が深刻だった1974年11月から翌75年1月にかけて講談社『月刊現代』に連載。単行本は1975年に、講談社から発行。
中核派書記長だった本多延嘉との単独インタビューにも成功している。
立花は、お互いの構成員を殺害しあうほどの異常な党派闘争の原因を最初の革マル派構成員殺害に対して中核派が謝罪しなかった点と、暴力の一方的行使を容認する革マル派の党派闘争理論にあるとした。
革マル派は自派の党派闘争を、理論上の乗り越え（戦術の提起）→組織上の乗り越え（戦術に従わない新左翼党派の解体）→運動上の乗り越え（戦術に沿った結果を出す）とする理論（のりこえの論理）を唱えていた。立花は、この革マル派の理論は、マーケティングに置き換えれば、理論上の乗り越え（新製品の開発）→組織上の乗り越え（競合メーカーのセールスマン襲撃や、特約店の締め上げ）→運動上の乗り越え（新製品の市場独占）に当たるとしている。
革マル派は、この分析について、「立場が違う」と不満を表明している。
外山恒一によると、自身の政治塾の学生に読ませると大半は中核派に同情し、自身もそうだが、マルクス主義的には革マルが正しいとも述べている。

## 書誌情報
- 立花隆『中核VS革マル』 上、講談社、1975年11月12日。ISBN 9784061283848。
- 立花隆『中核VS革マル』 下、講談社、1975年11月12日。ISBN 9784061283855。
- 立花隆『中核VS革マル』 上、講談社〈講談社文庫〉、1983年1月15日。ISBN 9784061341838。
- 立花隆『中核VS革マル』 下、講談社〈講談社文庫〉、1983年1月15日。ISBN 9784061341845。